# Ферн Ејкерс (Хаваји)
Ферн Ејкерс (енгл. Fern Acres) насељено је место за статистичке потребе у америчкој савезној држави Хаваји. По попису становништва из 2010. у њему је живело 1.504 становника.

## Демографија
Према попису становништва из 2010. у граду је живело 1.504 становника, што је 748 (98,9%) становника више него 2000. године.
| Група             | 2000.       | 2010.       |
| Белци             | 298 (39,4%) | 550 (36,6%) |
| Афроамериканци    | 3 (0,4%)    | 9 (0,6%)    |
| Азијати           | 81 (10,7%)  | 99 (6,6%)   |
| Хиспаноамериканци | 107 (14,2%) | 237 (15,8%) |
| Укупно            | 756         | 1.504       |